# Tayloria kilimandscharica
Tayloria kilimandscharica är en bladmossart som beskrevs av Brotherus 1897. Tayloria kilimandscharica ingår i släktet trumpetmossor, och familjen Splachnaceae. Inga underarter finns listade i Catalogue of Life.